# 코너 로버츠
코너 리처드 존 로버츠(Connor Richard John Roberts, 1995년 9월 23일, 니스 ~ )는 웨일스의 축구 선수로 현재 잉글랜드 EFL 챔피언십의 리즈 유나이티드에서 라이트 백로 뛰고 있다.

## 선수 경력

### 클럽
2014년 스완지 시티 AFC 입단 후 2017-18 시즌에는 컵대회를 포함해 11경기에 출장했고 2015년부터 2018년까지 요빌 타운 FC, 브리스틀 로버스, 미들즈브러 FC 등에서 63경기를 소화한 뒤 2017-18 시즌을 앞두고 스완지 시티에 합류하여 2020-21 시즌 EFL 챔피언십 준우승에 기여했다.

### 국가대표팀
2016년 3월 29일 루마니아와의 평가전에서 후반전 교체 투입을 통해 국제 A매치 데뷔전을 치른 이후 2018년 9월 6일 아일랜드와의 2018-19년 UEFA 네이션스리그 B 4조 최종전에서 A매치 데뷔골을 터뜨리며 팀의 4-1 승리에 일조했으며 2021년 6월 16일 터키와의 UEFA 유로 2020 A조 조별리그 2차전에서 후반 추가 시간 쐐기골을 터뜨렸다.